# Situterate
Situterate is een bestuurslaag in het regentschap Serang van de provincie Banten, Indonesië. Situterate telt 20.167 inwoners (volkstelling 2010).